# Trzy krótkie słowa
Trzy krótkie słowa – amerykański musical z 1950 z Fredem Astaire’em w roli głównej.